# Кошляков, Лев Сергеевич
Лев Сергеевич Кошляков (13 февраля 1945 — 15 января 2024) — советский дипломат и разведчик, полковник КГБ СССР и СВР, в 1977—1984 годах — сотрудник резидентуры КГБ в Австралии (1-й секретарь посольства СССР), в 1987—1991 годах — сотрудник резидентуры КГБ СССР в Норвегии. После выхода в отставку — предприниматель и менеджер, до 2001 года занимал разные руководящие должности в структуре ВГТРК; в 2001—2011 годах — заместитель генерального директора ОАО «Аэрофлот — Российские авиалинии».

## Ранние годы
Лев Сергеевич Кошляков родился 13 февраля 1945 года в Ленинграде в актёрской семье. Окончил среднюю школу № 86 города Ленинграда. Поступил в ЛГУ имени А. А. Жданова, окончил в 1969 году филологический факультет по специальности «английский язык и литература». В том же году окончил одновременно экономический факультет ЛГУ, прослушав параллельно курс и защитив дипломную работу на тему международных экономических отношений. С 1969 по 1991 годы числился в органах государственной безопасности: по некоторым данным, именно любовь к детективам привела его в органы. Начал службу в Управлении КГБ по Ленинградской области, был слушателем Высших курсов КГБ СССР в Минске в 1969—1970 годах, в 1974 году окончил Краснознамённый институт КГБ СССР.

## Разведдеятельность в Австралии

### Общая характеристика
Кошляков занимал оперативные и руководящие должности во внешней разведке — ПГУ КГБ СССР и СВР РФ. Владел английским и французским языками. С 1977 по 1984 годы он находился в заграничной командировке в Австралии, работая в резидентуре КГБ в Канберре под прикрытием должности заведующего корпуса АПН. До 1984 года он был резидентом КГБ в Канберре, формально занимая должность первого секретаря советского посольства; некоторое время работал пресс-атташе посольства. Был лично знаком с Кимом Филби. Изначально Кошляков надеялся попасть в Великобританию или США как более приоритетные цели, но его направили в Австралию, которая вместе с Великобританией и США входила в разведывательный альянс «Пять глаз». Перед назначением он ознакомился с рядом материалов — в том числе и о деле советского перебежчика Владимира Петрова, которое оказало долгосрочное влияние на австралийскую внешнюю политику.
Согласно газете The Australian, за всё время своей работы в Австралии Кошляков не привлекался к операциям, связанным с похищением людей, не взламывал сейфы и не вёл автомобиль на большой скорости, чтобы не привлекать внимание Австралийской службы безопасности и разведки (ASIO). Газета The Sydney Morning Herald писала, что Кошляков часто собирал нужную информацию, посещая здания Парламента и Национального пресс-клуба. В 1982 году у ASIO появились первые подозрения по поводу того, что Кошляков занимался «деятельностью, не совместимой с работой дипломата» — шпионажем. Генеральный директор Харви Барнетт пытался добиться отказа в визам некоторым советским дипломатам, которых подозревал в работе на КГБ, но в отношении Кошлякова этого не добился. Лев Сергеевич сумел проработать в Канберре до марта 1984 года, прежде чем покинул страну.
Кошлякова называли «самым опасным сотрудником КГБ», когда-либо работавшим в Австралии, ряд людей — в том числе бывший австралийский дипломат Майкл Кук и австралийский журналист Пол Монк. Сам Кошляков в ответ на эти заявления утверждал, что не заслуживал такой «славы». Директор Объединённой разведывательной организации в 1986–1988 годах Пол Дибб отмечал, что за 20 лет своей работы в ASIO не встречал таких трудолюбивых и активных разведчиков, как Кошляков.

### Иэн Джордж Пикок
По данным австралийских СМИ, в должности резидента Кошляков работал с сотрудником ASIO, завербованным ещё предшественником Кошлякова — Геронтием Лазовиком — и передававшим стратегически важную информацию СССР. ASIO вскоре заподозрила наличие «крота» в своих рядах, однако в ходе расследования сделала ошибочные выводы о том, что «крот» орудует в другой разведслужбе. Только в 1992 году благодаря информации от перебежчиков ЦРУ и MI6 выяснилось, что в ASIO действительно скрывался «крот», а в 2023 году в выпуске «The Traitor» телепередачи Four Corners телекомпании ABC стало известно его имя — Иэн Джордж Пикок (в документах КГБ СССР проходил под псевдонимом «Мира»). Считалось, что ещё в 1977 году Пикок предложил Лазовику за вознаграждение передавать секретную документацию. За время своей работы Пикок передал СССР важные сведения о разведывательном альянсе «Пять глаз» и деятельности австралийских спецслужб против советской резидентуры. Переданная им информация помогла КГБ сорвать контрразведывательные операции ASIO против резидентуры КГБ.
Деятельность Пикока считается крупнейшим в истории австралийских спецслужб провалом. Пикок сотрудничал с советской разведкой до 1983 года, когда вышел на пенсию, и умер в 2006 году, так и не представ перед судом. Было известно, что против Пикока в 1990-е годы велось расследование, которое не увенчалось успехом: он отвергал обвинения и отказывался каким-либо образом сотрудничать с бывшими коллегами. В связи с тем, что при подготовке выпуска программы Four Corners ABC не раскрыла источники информации, ASIO вынуждена была допросить ряд экс-сотрудников, чтобы узнать, кто именно из них общался с журналистами.

### Скандал Комба — Иванова
В марте 1983 года прогремел скандал с участием секретаря Австралийской лейбористской партии Дэвида Комба. Спецслужбы ASIO предполагали, что первый секретарь посольства СССР Валерий Иванов, отвечавший за контрразведывательные мероприятия в резидентуре, пытался завербовать Комба. Вечером 4 марта 1983 года Иванов пригласил Комба на деловой ужин в свой дом: спецслужбы ASIO, установившие прослушку в доме Иванова, записали их беседу. В апреле состоялись ещё несколько встреч Комба и Иванова на квартире у советского дипломата, также записанные спецслужбами. 22 апреля Иванов был объявлен persona non grata и выдворен из страны по обвинению в шпионаже. Согласно публикации The Sydney Morning Herald, в дальнейшем Комба неоднократно шантажировали лейбористы, припоминая ему сотрудничество с Ивановым; уезжавшего Иванова Кошляков критиковал за то, что тот «зашёл слишком далеко и слишком рано» в своих попытках завербовать Комба.

### Документы с грифом AUSTEO
В мае 1983 года в центре скандала оказался журналист газеты The National Times Брайан Тухи (англ. Brian Toohey). Некоторое время тому назад он опубликовал материалы о прослушке австралийскими спецслужбами телефонных переговоров японского посольства, а вскоре в его газете появились сведения, содержавшие государственную тайну. Как сообщала The Sydney Morning Herald, Кошляков получить копии ряда документов, попавших в газету: на них имелся высший гриф секретности AUSTEO и гриф OYSTER о принадлежности материалов к Австралийской секретной разведывательной службе (ASIS). В составе этих документов было приложение к отчёту второй Королевской комиссии по безопасности и разведке Австралии (председатель — Роберт Хоуп), а сами бумаги вскоре оказались на пороге дома Тухи, который решил опубликовать их содержимое.
Публикация вызвала грандиозный скандал: пресса утверждала, что Кошляков получил означенные секретные документы от некоего «известного журналиста», под которым подразумевался Тухи. Последний отверг все обвинения, заявив, что находился в дни публикаций не в Канберре, а в Сиднее; с Кошляковым он пересекался считанные разы и ничего ему не передавал. Правительство через суд добилось права предварительно просматривать содержимое документов перед дальнейшей публикацией, но не прямого запрета на её продолжение. Тухи утверждал, что сохранил только 30—40 страниц, содержимое которых и было опубликовано, а остальное уничтожил через шрёддер. По словам Тухи, из опубликованных документов следовало, что ASIS передала ЦРУ некую информацию, которая могла нанести ущерб политическому руководству и простым гражданам Австралии.

## Разведдеятельность в Норвегии
В 1987—1991 годах Кошляков занимал должность резидента КГБ в Осло, всё так же работая в советском посольстве. Он вынужден был покинуть Норвегию после того, как норвежские власти обвинили его в деятельности, несовместимой со статусом дипломата. По словам Кошлякова, когда его автомобиль с дипломатическими номерами оказался за пределами Осло, это вызвало «не менее трёх звонков в полицию и последующий тщательный осмотр». Кошляков покинул Норвегию в октябре 1991 года: по одной из версий, причиной его возвращения стало предательство майора КГБ СССР и по совместительству корреспондента газеты «Труд» Михаила Буткова, сбежавшего в 1991 году на Запад и выдавшего ряд сотрудников разведки.
Кошляков был не единственным сотрудником посольства в Осло, кто вернулся домой из-за «крота»: 6 октября 1991 года норвежские власти объявили персоной нон грата 38-летнего третьего секретаря посольства СССР Виктора Федика, имевшего звания офицера ГРУ и обвинявшегося в попытке принудить к сотрудничеству с разведкой иностранных студентов университета Осло. Считается, что Федика норвежцы раскрыли в феврале 1991 года, причём помог им всё тот же Бутков. После распада СССР Лев Сергеевич продолжал службу уже в СВР Российской Федерации. Вышел в отставку в 1994 году в звании полковника.

## Бизнесмен и менеджер
После своего ухода из разведки Кошляков занимался предпринимательской деятельностью. В частности, в 1993 году он стал учредителем и исполнительным директором компании «Лео К», занимавшейся консультационными услугами, а в 1996 году —  учредителем и генеральным директором фирмы «БЛМ — бизнеслиг М». В 1994—1996 годах окончил серию профессиональных курсов и программ в области делового администрирования. С августа по октябрь 1998 года он работал генеральным директором ФГУП — телекомпании «Вести» (в составе телеканала РТР), в октябре того же года был назначен старшим советником председателя ВГТРК по вопросам безопасности. В начале 1999 года был назначен первым заместителем председателя ВГТРК Михаила Швыдкого: по мнению журналиста газеты «Коммерсант» Николая Гулько, кандидатуру Кошлякова поддержал премьер-министр Евгений Примаков. В том же году Кошляков некоторое время пробыл на стажировке по управлению новостями на британской телерадиокомпании BBC. В январе 2000 года он был назначен заместителем председателя ВГТРК — руководителем департамента информации и внешних связей.
В 2001 году Кошляков занял должность вице-президента по общественным связям Сибирско-уральской газонефтехимической компании («Сибур»), в том же году — директором по специальным проектам агентства «Интерфакс». 7 августа того же года назначен директором департамента по связям с общественностью ОАО «Аэрофлот — Российские авиалинии», позже стал заместителем генерального директора ОАО «Аэрофлот — Российские авиалинии». В 2007 году «Аэрофлотом» рассматривалась возможность приватизации 49,9% акций итальянской авиакомпании Alitalia, но в конце концов от этих планов российская компания отказалась. В 2008 году Кошляков, выступая на специально созванной в Ростове-на-Дону пресс-конференции после крушения Boeing 737 в Перми, официально объявил о введённом «Аэрофлотом» запрете в отношении своих дочерних компаний на использование бренда «Аэрофлот». В том же году был удостоен премии «Медиа-менеджер России» от издательского дома «МедиаБизнес» в категории «Мастер». В январе 2010 года он был назначен советником гендиректора ОАО «Аэрофлот — Российские авиалинии». В 2012—2015 годах был заместителем генерального директора компании UTair, на этой должности занимался PR-вопросами. Вышел на пенсию в 2015 году.

## Общественная деятельность
Помимо работы в авиакомпаниях на руководящих постах, Кошляков входил в наблюдательный совет при Правлении Ассоциации директоров по коммуникациям и корпоративным медиа России (АКМР), руководил общественным Советом по информационной политике Ассоциации эксплуатантов воздушного транспорта и читал лекции в университетах на тему связей с общественностью в авиационном бизнесе.
С 1999 года он был членом Совета по внешней и оборонной политике (СВОП). В 2023 году вошёл в число членов Совета, подписавших письмо об осуждении появившихся в некоторых СМИ призывов к возможности начала ядерной войны. Приглашался читать лекции на тему дипломатии и разведки: одну такую лекцию прочёл в 2020 году для студентов журфака МГУ. Несколько раз давал интервью и комментарии для австралийских журналистов и медиапроектов: последнее письмо он отправил 6 декабря 2023 года Кэмерону Стюарту из газеты The Australian, который утверждал, что Лев Сергеевич даже прочитал все три тома официальной истории ASIO. При этом в своих интервью Кошляков не раскрывал ни методы вербовки КГБ агентов, ни источники получаемой информации.

## Личная жизнь
Кошляков был женат, воспитал двоих детей. Среди его хобби были чтение, езда на мотоцикле, путешествия и спорт. Кошляков был мастером спорта по конькобежному спорту.
По свидетельствам сотрудников ASIO, Кошляков был открытым человеком, который производил приятное впечатление благодаря своему стилю в одежде, умению поддерживать беседы и навыками убеждения. У него насчитывалось более 115 знакомых в прессе. Газета The Australian не только высоко оценивала профессиональные качества Кошлякова, но и отмечала, что он «действительно любил Австралию» и австралийскую культуру (в том числе песни кантри-певца Слима Дасти). Сам Кошляков при этом утверждал, что не любил американцев «за самоуверенность и самовлюбленность».
Лев Сергеевич Кошляков скончался 15 января 2024 года: по некоторым данным, у него была раковая опухоль. Прощальная церемония состоялась 18 января на Троекуровском кладбище Москвы, урна с его прахом была захоронена на Востряковском кладбище.